# Drmbon
Drmbon (armeniska: Դրմբոն, azerbajdzjanska: Heyvalı) är en ort i Azerbajdzjan.   Den ligger i distriktet Kəlbəcər Rayonu, i den centrala delen av landet, 280 km väster om huvudstaden Baku. Drmbon ligger 826 meter över havet och antalet invånare är 645.
Terrängen runt Drmbon är huvudsakligen kuperad, men norrut är den bergig. Drmbon ligger nere i en dal. Närmaste större samhälle är Martakert, 19,1 km öster om Drmbon. 
I omgivningarna runt Drmbon växer i huvudsak lövfällande lövskog. Runt Drmbon är det ganska glesbefolkat, med 32 invånare per kvadratkilometer.